# Klaus Bürger (Philologe)
Klaus Bürger (* 18. September 1938 in Osterode (Ostpreußen); † 8. August 2010 in Schleswig) war ein deutscher Philologe und Historiker.

## Leben
Bürgers Vater, ein Tierarzt, kämpfte im Zweiten Weltkrieg, als die Mutter bei Beginn der Schlacht um Ostpreußen mit beiden Söhnen im Januar 1945 vor der Roten Armee nach Westen fliehen musste. Über Oberhof im Thüringer Wald kamen sie 1946 nach Wesenberg (Holstein). Als der 1949 aus Kriegsgefangenschaft entlassene Vater 1953 eine Anstellung in Vechta fand, wechselte Bürger von einem Lübecker auf ein dortiges Gymnasium.
Um Gymnasiallehrer werden zu können, studierte er Geschichte und Anglistik an der Christian-Albrechts-Universität zu Kiel. Einige Semester verbrachte er in Marburg (Lahn) und in Bradford, England. Nach dem Ersten Staatsexamen und der Referendarzeit in Lübeck machte er 1968 das Zweite Staatsexamen. Er erhielt eine Stelle an der Theodor-Storm-Schule Husum und heiratete eine Kollegin. Aus der Ehe ging ein Sohn hervor. Wegen gesundheitlicher Probleme wurde Bürger 1999 nach 30 Dienstjahren vorzeitig pensioniert.

## Ostpreußen
1968 veröffentlichte Bürger die ersten Aufsätze in der Altpreußischen Geschlechterkunde. Von 1969 bis 1983 gab er die Osteroder Zeitung, 1977 das tausendseitige Kreisbuch Osterode heraus. Nach einer handschriftlichen Vorlage schrieb er 1983 eine Chronik Gilgenburgs.
Mit seinem Sinn für Quellen und personengeschichtliche Forschungen fiel er der Historischen Kommission für ost- und westpreußische Landesforschung  auf. Seit 1982 ordentliches Mitglied, wurde er 1993 in den Vorstand gewählt, aus dem er erst im Mai 2010 ausschied.
1995 wurde er mit der Herausgabe der Altpreußischen Biographie betraut, für die er schon zuvor die meisten Beiträge geschrieben hatte. Er starb während der Bearbeitung der dritten Lieferung vom 5. Band.
Noch unvollendet ist die kommentierte Edition des Briefwechsels von Alfred Rohde mit dem Hamburger Museum für Kunst und Gewerbe. Die von ihm begonnene Erschließung der Matrikel der Albertus-Universität Königsberg (1829–1922) wird von Manfred Komorowski in Duisburg fortgeführt.

## Veröffentlichungen
- Chronik der Stadt Gilgenburg (Kreis: Osterode) Nach der handschriftlichen Chronik. Bearbeitet von Klaus Bürger. Kreisgemeinschaft Osterode Ostpreussen, Hamburg 1983